# Jonathan Dayton
Jonathan Dayton (Alameda, Califòrnia, EUA, 7 de juliol de 1957) és un director, productor, guionista, i director de fotografia estatunidenc. Està casat amb Valerie Faris, directora, productora i guionista.

## Biografia
Dayton va estudiar en els anys 1970 a l'Escola de Teatre, Cinema i Televisió de la UCLA, on va conèixer a Valerie Faris, la seva futura esposa. Junts han dirigit i produït pel·lícules, comercials, vídeos musicals i documentals.
Van obtenir sis MTV Video Music Awards en 1996 pel vídeo Tonight, Tonight, de The Smashing Pumpkins, i la categoria Millor Vídeo Alternatiu pel vídeo de 1979, també de The Smashing Pumpkins. Han dirigit videos per a bandes com Ringo Starr, R.I.M., The Ramones, Oasi, Xarxa Hot Chili Peppers, Korn i Beastie Boys.
El 1998 van fundar la companyia productora Bob Industries. A través d'ella han produït comercials per a companyies com HP, Volkswagen, Sony, GAP, Target, Ikea, ESPN i Apple Computer.
El 2006 van dirigir la pel·lícula Petita Miss Sunshine, estrenada en el Festival de Cinema de Sundance i que va obtenir quatre nominacions als Oscar, incloent la de millor pel·lícula. Finalment va guanyar l'Oscar al millor actor secundari per a Alan Arkin i l'Oscar al millor guió original per a Michael Arndt. També va aconseguir el Premi Independent Spirit Award al millor llargmetratge, i van obtenir el premi al millor director en el Festival de Tòquio, entre altres nombrosos premis i nominacions. La seva segona pel·lícula va ser Ruby Sparks, protagonitzada per Zoe Kazan i Paul Dano, en la qual també actuaven Antonio Banderas i Elliott Gould.

## Filmografia
- 1983: The Cutting Edge (TV)
- 1986: Belinda (vídeo)
- 1989: Paula Abdul: Straight Up (vídeo)
- 1990: Janet Jackson: The Rhythm Nation Compilation (vídeo)
- 1991: Captivated (vídeo)
- 1991: Extreme (vídeo)
- 1993: The Jim Rosa Circus Sideshow (vídeo)
- 1995: R.E.M.: Parallel (vídeo)
- 1998: Mr Show with Bob and david (TV)
- 1999: Making the Vdeo (TV)
- 2001: The Smashing Pumpkins "Tonight, Tonight" (vídeo)
- 2003: The Best of R.E.M. (vídeo)
- 2003: Red Hot Chili Peppers (vídeo)
- 2004: Weezer (vídeo)
- 2004: From Janet to Damita (vídeo
- 2005: The Check Up
- 2005: The Offspring complete Music Video Collection (vídeo)
- 2006: Petita Miss Sunshine (Little Miss Sunshine)
- 2012: Ruby Sparks
- 2017: Battle of the Sexes

## Premis i nominacions
- 2007: David Lean Award al BAFTA Awards per a Petita Miss Sunshine
- 2007: César a la millor pel·lícula estrangera per a Petita Miss Sunshine
- 2006: Gran Premi al Festival de Deauville per a Petita Miss Sunshine